# Carica glandulosa
Carica glandulosa là một loài thực vật có hoa trong họ Caricaceae. Loài này được Pav. ex A.DC. mô tả khoa học đầu tiên năm 1864.